# Jordan-féle görbetétel

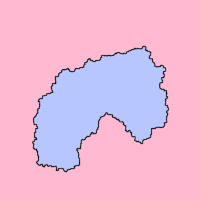
A tétel szemléltetése: a fekete színnel jelölt görbe egy korlátos (kék) és egy nemkorlátos (rózsaszín) részre bontja a síkot

A Jordan-féle görbetétel  egy szemléletesen nyilvánvaló, de csak nehezen bizonyítható topológiai tétel.

Legyen {\displaystyle \gamma } egy síkbeli, egyszerű, zárt görbe, képe (pontjainak halmaza) {\displaystyle \Gamma }. Ekkor {\displaystyle \Gamma } a síkot pontosan két összefüggő, egy korlátos és egy nemkorlátos részre bontja. Mindkettőnek pontosan {\displaystyle \Gamma } a határa.

A tételt Camille Jordan 1893-ban mondta ki először Cours d'Analyse című művében. Bizonyítása azonban nem volt teljes, és ezután számos szintén hiányos bizonyítás született. Az első teljes bizonyítást Oswald Veblen 1905-ben adta.
Általánosítása a Schönflies-tétel.

## Színes
- A tétel a legtöbb könyvben a következő kommentárral szerepel: „A bizonyítást hosszadalmassága miatt mellőzzük.”
- Erdős Pálnak az a mondása, hogy valaki „a Jordan-tételt tanulmányozza”, azt jelentette: az illető börtönben van.

## Fordítás
- Ez a szócikk részben vagy egészben  a   Jordan curve theorem című angol Wikipédia-szócikk fordításán alapul.  Az eredeti cikk szerkesztőit annak laptörténete sorolja fel. Ez a jelzés csupán a megfogalmazás eredetét és a szerzői jogokat jelzi, nem szolgál a cikkben szereplő információk forrásmegjelöléseként.